# Kolie dlouhosrstá
Kolie dlouhosrstá (anglicky Rough Collie) je středně velké psí plemeno, pocházející ze Skotska. Jeho původním využitím bylo jak pasení a zahánění stád, tak také hlídání domácích zvířat před zloději. Plemeno proslavila především knižní a filmová představitelka Lassie. Lze jej zaměnit za šeltii, nicméně, nejedná se o příbuzná plemena a šeltie je též výrazně menší. Krátkosrstou verzí plemene je kolie krátkosrstá.

## Historie

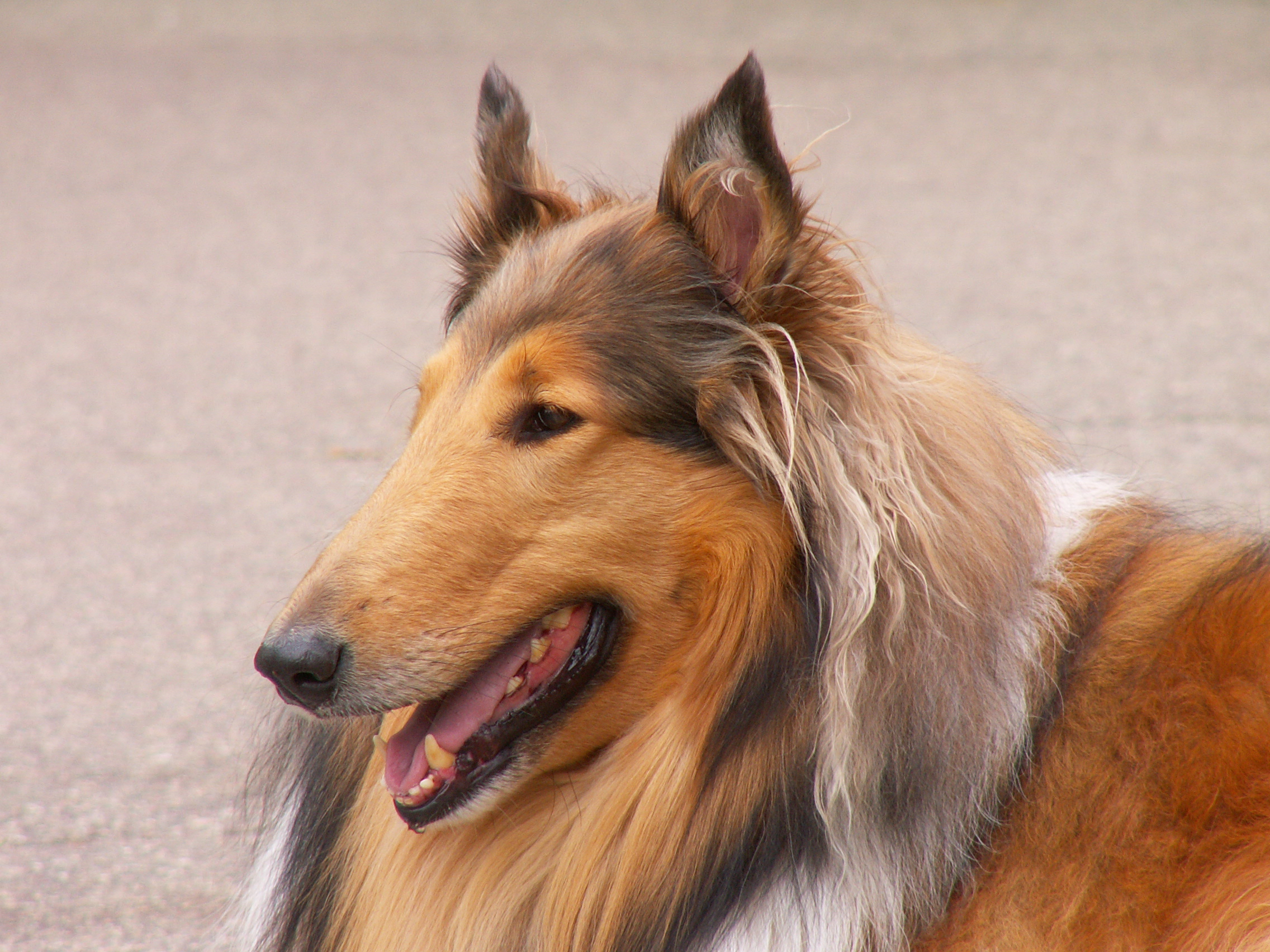
Hlava dlouhosrsté kolie amerického typu

Historie plemene je zahalená tajemstvími, avšak kolie dlouhosrstá i krátkosrstá pravděpodobně vznikly ze skotských a velšských ovčáckých psů. Skotští ovčáčtí psi byli velcí, silní, agresivní a byli využíváni k nahánění ovcí i v těžko přístupných místech. Naopak velšští ovčáci byli menší, hbitější a přátelštější. Později byli tito psy kříženi s anglickými plemeny ovčáků.

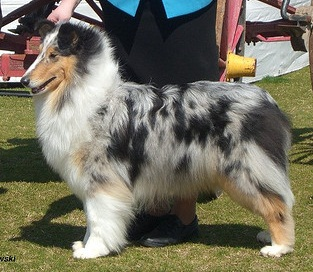
Dlouhosrstá kolie se zbarvením blue merle amerického typu

Dlouhosrsté kolie se na výstavě poprvé ukázaly v roce 1860 v Birminghamu. Jednalo se o pět psů. Hlavním představitelem dlouhosrstých kolií té doby byl pes Old Cockie, který byl pokládán za ideál dlouhosrstých kolií.
Po průmyslové revoluci se vlastnění psa stalo velkým hitem a právě dlouhosrsté kolie byly oblíbené. Královna Viktorie dostala jednu dlouhosrstou kolii darem a velice si ji oblíbila, což plemeno ještě více pozvedlo. Velká popularita ale způsobila i velké množení psů a v 60. letech 20. století byly již kolie dlouhosrsté daleko větší, než původní psi. Také již nesloužili k původnímu účelu; nahradily je border kolie.
První zástupci plemene se v České republice objevili začátkem 20. století. Před první světovou válkou byla údajně dlouhosrstá kolie nejoblíbenějším plemenem psa v Česku.
Kolie dlouhosrstá je plemenem, které je rozšířené po celém světě. Avšak vlivem dlouholeté izolace a nemísení chovných jedinců mezi americkým a evropskám kontinentem došlo při vývoji plemene k drobným odlišnostem i při zachování standardu. Z toho důvodu dnes označujeme kolie jako americký typ a evropský typ, i když se jedná stále o jedno plemeno. Není to nic mimořádného, neboť k takovým odchylkám dochází i u ostatních plemen psů.

## Vzhled
Celkový dojem: Jde o psa největší krásy s klidnou důstojností. Žádná část těla není v nesprávném poměru vzhledem k celku, který tak vytváří pocit majestátnosti.
Charakteristika: Stavba těla se vyznačuje silou a aktivitou, bez jakýchkoli známek těžkopádnosti a stopy hrubosti. Výraz je velmi důležitý.
Pozorujeme-li významné znaky tohoto plemene, vyznačují se dokonalou vyvážeností a správnou strukturou lebky a nosní partie a velikostí, tvarem, barvou a uložením očí a korektně nasazenýma a správně nesenýma ušima.
Hlava a lebka: Vyváženost hlavy je velice důležitá; musí být posuzována v poměru k velikosti psa. Při pohledu shora i z profilu se hlava podobá tupému, čistě střiženému klínu s hladkými vnějšími liniemi. Lebka je plochá, zužující se plynule po stranách v hladké linii od uší ke špičce černého nosu, aniž by vyčnívaly lícní kosti a tlama působila tence a špičatě. Při pohledu z profilu probíhají horní linie lebky a obličejové partie paralelně a rovně a jsou stejně dlouhé.
Jsou odděleny lehkým, ale patrným stopem neboli odsazením. Střed mezi vnitřními koutky očí (současně centrum korektně umístěného stopu) představuje střed vyvážené délky hlavy. Konec hladkého, dobře zakulaceného nosu je tupý, nikdy hranatý. Spodní čelist silná a dobře formovaná. Hloubka lebky od nadočnicových oblouků až pod okraj spodní čelisti nesmí být nikdy nadměrná (celkově ne hluboká). Nos zásadně černý.
Oči: Velice důležitý bod dodávající psovi půvabný výraz. Střední velikosti (v žádném případě ne příliš malé), poněkud šikmo uložené, mandlového tvaru, barvy tmavě hnědé, vyjma jedinců se zbarvením blue-merle, u kterých jsou oči (jedno nebo obě, celé nebo částečně) modré nebo modře skvrnité. Výraz plný inteligence, s živým a bystrým pohledem při naslouchání.
Uši: Malé, na lebce nasazené ani blízko, ani příliš daleko od sebe. V klidu položené dozadu, avšak jakmile je vzbuzena pozornost psa, jsou otočeny dopředu a neseny zpola vztyčené, tj. přibližně dvě třetiny uší stojí vzpřímeně a horní třetina je sklopena přirozeným způsobem dopředu až pod vodorovnou linii přehybu.
Krk: Svalnatý, silný, přiměřené délky, dobře klenutý.
Hrudní končetiny: Lopatky šikmé a dobře zaúhlené. Běhy rovnoběžné a svalnaté, přičemž lokty se nestáčí ani dovnitř ani ven, s nepříliš silnými kostmi.
Pánevní končetiny: Stehna svalnatá; končetiny suché a šlachovité pod dobře zaúhlenými kolenními klouby. Hlezna nízko usazená a silná.
Tělo: V porovnání s kohoutkovou výškou trochu delší; hřbet pevný, s lehce klenutými bedry. Žebra dobře klenutá. Hluboký hrudník, přičemž za lopatkami značně široký.
Tlapy: Oválné, s dobře vyplněnými polštářky. Prsty na předních tlapách dobře vyklenuté, na zadních tlapách trochu méně vyklenuté a těsně sevřené.
Ocas: Dlouhý, pevná část dosahující nejméně k hlezennímu kloubu. V klidu je nesen nízko se špičkou lehce zvednutou. Při vzrušení může být nesen výše, avšak nikdy ne nad hřbetem.
Chůze, pohyb: Pohyb je nepřehlédnutelným, charakteristickým znakem tohoto plemene. Odpovídající prostorný krok je žádoucí, měl by být lehký a bez námahy.
Osrstění: Přizpůsobuje se obrysům linie těla, velmi husté. Krycí srst hladká, tvrdá na dotek; podsada jemná, kožešinová a velmi hustá, skoro skrývající kůži. Límec a náprsenka bohaté. Na masce a obličeji hladká a krátká. Na špičkách uší hladká a krátká, směrem ke kořenům uší srsti přibývá. Praporce na hrudních končetinách bohaté. Pánevní končetiny až k hleznům hojně osrstěné, od hlezna dolů však osrstěné krátce a hladce. Ocas osrstěn velmi bohatě.
Barva: Standard FCI uznává tři barvy: sobolí-bílá, trikolor a blue-merle.
Sobolí barva: všechny odstíny od světle zlaté po sytě mahagonovou nebo odstínu sobolí. Světlá slaměná nebo krémová barva jsou vysoce nežádoucí.
Trikolor: převládající černá se sytými, tříslově zbarvenými znaky na hlavě a končetinách. Zrzavý nádech na vrchní srsti je vysoce nežádoucí.
Blue-merle: převažuje jasná, stříbřitá modrá s černými skvrnami nebo s černě mramorovanou kresbou. Syté tříslové znaky jsou žádoucí, ale jejich nepřítomnost se nepenalizuje. Velké černé skvrny, břidlicové zabarvení nebo zrzavý nádech jak na vrchní srsti, tak v podsadě jsou vysoce nežádoucí.
Bílé znaky: všechny výše uvedené barvy se mohou vyznačovat pro kolie typickými bílými znaky. Obvyklá je tato kresba: celý nebo částečně bílý límec, bílá hruď, končetiny a tlapy, bílá špička ocasu. Na obličejové partii a/nebo na lebce se může vyskytovat lysina.
Výška: měřená v kohoutku
psi 56–61 cm (22–24 palců)
feny 51–56 cm (20–22 palců).

## Povaha
Kolie jsou velmi přátelské, milé a inteligentní. Nesmí být nervózní nebo agresivní. FCI toto plemeno popisuje jako "dokonalého společenského psa". Mají dobrý vztah k dětem i k jiným zvířatům. Svoji rodinu milují a jsou jí oddané. Rychle přilne k jiným lidem a ráda je ve společnosti. Samotu snáší dlouhosrsté kolie špatně, naopak se dobře přizpůsobí i sportovcům a aktivní život jim nedělá problém. Jsou také velmi učenlivé a inteligentní.

## Péče
I přes dlouhou srst kolie krom dostatečného pohybu a občasného zastřižení drápků nepotřebuje žádnou speciální péči – 1× za týden vykartáčujte a v době línání česejte každý den! Koupání není potřeba, protože srst je samočisticí. Procházky vyžaduje – nemusí být tak dlouhé, ale hlavně pravidelné, aby se nenudila a získávala nové podněty.
Hojně se dlouhosrsté kolie používají ke psím sportům, hlavně agility a dogdancingu. Jsou to ale i skvělí ovčáčtí psi a mohou se věnovat i záchranářské práci. Je také skvělým společníkem pro obyčejné lidi nebo naopak pro sportovce.